# Gryphaea
Gryphaea es un género extinto de moluscos bivalvos del orden Ostreoida que habitaron entre los períodos Jurásico y Eoceno (entre 208 y 36,6 millones de años). Se trata de un género de bivalvos articulados fósiles de la familia Gryphaeidae, como el género Exogyra, muy comunes en el registro fósil de Inglaterra.

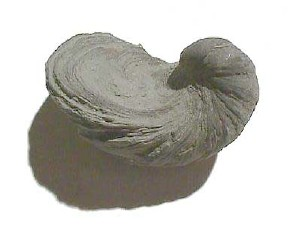
Fósil de Gryphaea arcuata. El espécimen medía 6,8 centímetros.

Viven sobre el suelo marino, a poca profundidad, y posiblemente en grandes colonias. Los fósiles de Gryphaea se caracterizan por tener dos valvas articuladas bien diferenciadas: una valva exageradamente curvada hundida por su propio peso en el fango marino, y otra pequeña y plana que tendría función de "tapa". La valva más grande se asentaba sobre el fondo marino. El animal vive entre las dos conchas, como las ostras actuales, y las bandas de crecimiento que presentan las dos valvas son muy características.
Esta forma particular de la concha responde a la adaptación a un fondo marino móvil. El rápido crecimiento de la valva inferior (izquierda) le permitía elevarse sobre las turbulencias del fondo fangoso y la estabilidad estaba garantizada por el grueso de esta valva inferior.